# Гамбија на Летњим олимпијским играма 2012.
Гамбија је на Олимпијским играма у Лондону 2012. учествовала осми пут као самостална земља.
Боје Гамбије на Олимпијским играма у Лондону 2012. бранило је двоје спортиста у атлетици, а у олимпијском тиму се налазио се један спортиста и једна спортисткиња.
Заставу Гамбије на церемонији отварања носио је атлетичар Сувајбу Сане.

## Учесници по спортовима
| Спорт        | Мушкарци | Жене | Укупно |
| ------------ | -------- | ---- | ------ |
| Атлетика     | 1        | 1    | 2      |
| спортова (1) | 1        | 1    | 2      |

## Атлетика

### Мушкарци
| Атлетичар    | Дисциплина | Група    | Група    | Четвртфинале | Четвртфинале | Полуфинале | Полуфинале | Финале           | Финале | Детаљи |
| Атлетичар    | Дисциплина | Резултат | Место    | Резултат     | Место        | Резултат   | Место      | Резултат         | Место  | Детаљи |
| ------------ | ---------- | -------- | -------- | ------------ | ------------ | ---------- | ---------- | ---------------- | ------ | ------ |
| Сувајбу Сане | 100 метара | слободан | слободан | 10,21 НР     | 5 у гр. 3    | 10,18 НР   | 8 у гр. 1  | Није се пласирао | 20/74  |        |

### Жене
| Атлетичар     | Дисциплина | Група    | Група     | Четвртфинале | Четвртфинале | Полуфинале        | Полуфинале        | Финале            | Финале | Детаљи |
| Атлетичар     | Дисциплина | Резултат | Место     | Резултат     | Место        | Резултат          | Место             | Резултат          | Место  | Детаљи |
| ------------- | ---------- | -------- | --------- | ------------ | ------------ | ----------------- | ----------------- | ----------------- | ------ | ------ |
| Saruba Colley | 100 метара | 12,21    | 2 у гр. 4 | 12,06 НР     | 8 у гр. 3    | Није се пласирала | Није се пласирала | Није се пласирала | 55/79  |        |